# Ironman triatlon
Ironman triatlon je dobio naziv od engleskih riječi iron što znači željezo te man što znači čovjek; u slobodnom prijevodu čelični čovjek s aluzijom na snagu i čvrstoću koju mora imati natjecatelj u tom športu. Riječ je o natjecanju u dužinskom triatlonu koje se održava diljem svijeta.
Prvi takav dužinski triatlon, na dionicama od 3,8 km plivanja, 180 km bicikliranja i 42.195 km trčanja je nastao kao rezultat prepirke trojice prijatelja (vojnik John Dunbar, mornarički časnik John Collins te trener fitnesa Gordon Haller) oko toga tko je najspremniji športaš kad se usporede tri pobjednika različitih natjecanja koja su se tih godina održavala na Havajima: 'The Waikiki Rough Water Swim' (2,4 milje plivanja), 'Oahu Bicycle Race' (112 milja bicikliranja), te 'Honolulu Marathon' (maratonska utrka). Utrka koja je kombinirala ta tri natjecanja je održana 18. veljače 1978. godine na otoku Oahuu, i prvi pobjednik je bio upravo Gordon Haller. Poslije je utrka premještena u mjesto Kona.
Iako se danas održava veliki broj triatlonskih natjecanja, triatlon u Koni se smatra originalnim 'Ironman' natjecanjem. Poslije je osnovana 'Svjetska triatlonska korporacija (World Triathlon Corporation), organizacija koja polaže pravo na naziv Ironman, te jedina ima pravo organizirati natjecanja pod tim nazivom. Ostali triatloni, makar bili organizirani na dionicama iste duljine, službeno se ne smiju nazivati Ironman.
Zbog velikog interesa (zadnjih godina se na startu nađe oko 1500 natjecatelja) na Ironman se nije moguće direktno prijaviti, već postoji sustav kvalifikacijskih natjecanja na kojima se može plasirati za Ironman.

## Vanjske poveznice
- Ironman  Arhivirana inačica izvorne stranice od 1. prosinca 2008. (Wayback Machine) - službene web stranice